# Legato (diritto)
Il legato, in diritto, indica la successione a causa di morte con cui l'autore di un testamento attribuisce a un soggetto da lui indicato nominativamente, detto legatario,   singoli beni a carico dell'eredità. Nel linguaggio comune, e in alcuni casi anche nel linguaggio usato dal legislatore, il termine legato viene riferito all'oggetto (cosa) che viene in concreto legato.

## Storia
In diritto romano il legatum, o meglio i legati, erano istituti tutelati iure civili. I giuristi romani, infatti, con mentalità eminentemente pratica e diffidenti da astrazioni concettuali, non concepirono una nozione unica e astratta di legato. Essi preferirono definire, come già per l'istituto dell'obbligazione, solo le diverse specie di legato, i cosiddetti quattuor genera legatorum.
Il giurista romano Gaio nelle sue Istituzioni scrive nel secondo commentario G.2.192: «Legatorum itaque genera sunt quattuor: aut enim per uindicationem legamus aut per damnationem aut sinendi modo aut per praeceptionem». (I generi di legati sono quattro: o per vindicationem, o per damnationem, o sinendi modo, o per praeceptionem).
- Il legatum per vindicationem comportava il trasferimento ipso iure di un bene di proprietà del testatore in capo al legatario. Aperta la successione, il legatario poteva immediatamente esercitare la rei vindicatio per ottenere la consegna della res spettantegli. Ecco perché tale genere di legato venne definito per vindicationem. Lo stesso Gaio accoglie questa spiegazione dell'origine del nome, G.2  «Ideo autem per uindicationem legatum appellatur, quia post aditam hereditatem statim ex iure Quiritium res legatarii fit; et si eam rem legatarius uel ab herede uel ab alio quocumque, qui eam possidet, petat, uindicare debet, id est intendere suam rem ex iure Quiritium esse» (Traduzione: è chiamato legato per vindicationem, perché appena adita l'eredità immediatamente ipso iure la cosa legata diverrà di proprietà del legatario; e se il legatario chiede la cosa dall'erede o da chiunque altro la possiede, deve esperire la vindicatio, cioè affermare che la cosa è sua ex iure Quiritium). Il legato in questione si esprimeva con le parole latine DO, LEGO. Ad esempio se il testatore voleva legare lo schiavo Stico a Tizio doveva usare le seguenti parole TITIO HOMINEM STICHVM DO ovvero TITIO HOMINEM STICHVM LEGO.
- Il legatum per damnationem traeva invece la propria denominazione dalle parole usate dal testatore: HERES MEVS STICHVM SERVVM MEVM DARE DAMNAS ESTO (Traduzione: il mio erede sia tenuto a dare il mio schiavo Stico) (Confronta G.2.201). Il legato per damnationem creava un obbligo a carico dell'erede di dare, creditore del rapporto era ovviamente il legatario al quale spettava un'actio ex testamento in caso di inadempimento dell'erede. La differenza rilevante rispetto al legato per vindicationem stava in ciò, che il legatario per vindicationem poteva ricorrere a un'actio in rem, mentre il legatario per damnationem aveva a sua tutela un'actio in personam. Inoltre, a differenza del primo legato, il legato per damnationem poteva avere come oggetto anche una res che non apparteneva al testatore, nonché essere sottoposto a condizione.
- Il legatum sinendi modo richiedeva le seguenti parole: HERES MEVS DAMNAS ESTO SINERE (traduzione: Il mio erede sia tenuto a subire). Esso, come il legato per damnationem, non aveva effetti reali ma obbligatori. Il legato produceva l'obbligo per l'erede di subire che il legatario prendesse da sé la cosa che gli spettava in virtù del legato. Tale presa di possesso, valutata come traditio, comportava l'acquisto della proprietà sulle res nec mancipi, il possesso ad usucapionem in caso di res mancipi. Anche in questo caso, al legatario insoddisfatto, si concedeva un actio ex testamento in personam.
- Il legatum per praeceptionem aveva efficacia reale al pari del legato per vindicationem. Tuttavia, a differenza di questo, esso veniva disposto a favore di uno dei coeredi che acquistava il bene oggetto del legato prima della divisione ereditaria (prae-capito donde il nome dato al legato) in modo tale che il legato venisse sottratto all'eredità. La forma richiesta comprendeva l'uso del termine praecipito (prenda con precedenza). Gaio riporta il seguente esempio: LVCIVS TITIVS HOMINEM STICHVM PRAECIPITO (traduzione Il coerede Lucio Tizio prenda con precedenza lo schiavo Stico). Esso trovava particolare attuazione in virtù dell'adiudicatio effettuata dall'arbiter in sede di actio familiae erciscundae.

La quadripartizione dei genera legatorum venne meno già in epoca classica, allorquando i giuristi romani avvicinarono il legato per praeceptionem a quello per vindicationem, e quello sinendi modo a quello per damnationem. Infatti i primi erano legati a effetti reali. I secondi, legati a effetti obbligatori.
In epoca giustinianea la distinzione cadde del tutto in desuetudine e si parlò di un unico tipo di legato che poteva produrre sia effetti obbligatori sia reali.

### Limiti ai legati
La possibilità di esaurire la massa ereditaria con la previsione di legati venne osteggiata con diverse leggi che limitarono l'entità dei legati:
- La Lex Furia testamentaria, con la quale, nel II secolo a.C. venne fissato il limite di mille assi all'acquisto di un legato per tutti coloro che non fossero cognati del de cuius entro il sesto grado. L'efficacia di tale legge risultò per altro assai limitata, potendo il de cuius esaurire la massa ereditaria con un numero molto ampio di legati che rispettassero il limite di mille assi.
- La Lex Voconia, parimenti del II secolo a.C., con la quale si stabilì che nessun legatario potesse ricevere più di quanto avesse ricevuto l'erede. Anche in tal caso era facile aggirare lo scopo della disposizione disponendo un gran numero di legati che non superassero la quota attribuita al legatario.
- La Lex Falcidia, del I secolo a.C. che stabilì una volta per tutte che all'erede dovesse spettare quantomeno un quarto dell'asse ereditario. Di tale legge ci dà notizia Gaio nelle sue Istituzioni: G.227. «Lata est itaque lex Falcidia, qua cautum est, ne plus ei legare liceat quam dodrantem: itaque necesse est, ut heres quartam partem hereditatis habeat: et hoc nunc iure utimur».

## Natura giuridica
Partendo dalla definizione di legato come negozio giuridico a causa di morte, con effetti attributivi o estintivi, la cui portata rimane limitata ai singoli diritti specificamente considerati, si può dedurre la natura giuridica del legato stesso, che è quella di atto di ultima volontà di natura negoziale, revocabile (al pari del testamento), unilaterale, non recettizio.
Il legato poi costituisce un modo autonomo di acquisto patrimoniale, poiché le sue sorti non sono dipendenti dall'istituzione di erede, tant'è vero che l'erede che rinunzia all'eredità può tuttavia ritenere il legato (art. 521, comma 2, cod. civ.).
Ma l'autonomia del legato va anche riferita alla causa del negozio testamentario. Si è infatti affermato che il testamento è un negozio che può contenere una pluralità di negozi con cause autonome, vale a dire un complesso di negozi giuridici indipendenti.
Normalmente, il legato comporta un'attribuzione patrimoniale a titolo di liberalità per il legatario (soggetto beneficiato). Talvolta però può non contenere un'attribuzione patrimoniale vantaggiosa: si pensi al legato sottoposto a un onere o sottoposto a un sublegato (v. infra) che ne assorba totalmente il valore.

## Il legatoex lege
La nozione di legato viene data con riferimento alla successione testamentaria. Tuttavia, il legislatore ha previsto alcuni casi in cui si ha un'attribuzione mortis causa ab intestato a titolo particolare che opera nello stesso modo in cui opererebbe se fosse stata disposta dalla volontà del defunto.
È discussa tuttavia l'ammissibilità di questa figura. In dottrina, taluni negano questa figura, poiché la disciplina del legislatore è limitata alla materia testamentaria. Il cosiddetto  legato ex lege sarebbe pertanto un termine improprio riferito alla successione legittima a titolo particolare.
La dottrina prevalente invece ammette la figura giuridica del legato ex lege, poiché non si può negare l'unità sostanziale dell'attribuzione sia nelle ipotesi di successione legittima a titolo particolare (prevista dal legislatore), sia in quelle che hanno origine nel testamento.
La legge prevede ipotesi di successione legittima a titolo particolare che o si aggiungono alla chiamata ereditaria, o sussistono da sole perché valutate più idonee a soddisfare gli interessi dei soggetti implicati nel fenomeno successorio.
Appartengono alla prima categoria il diritto di abitazione e di uso spettanti al coniuge superstite.
Appartengono alla seconda categoria, invece, l'assegno vitalizio spettante al coniuge separato con addebito e l'assegno vitalizio spettante ai figli naturali non riconoscibili.

## Il sublegato
Si ha la figura del sublegato quando l'onere della prestazione del legato sia posta dal testatore a carico di uno o più legatari.
Il sublegato attua un'autonoma e diretta attribuzione di diritti patrimoniali a favore del sublegatario.
Dall'autonomia delle due disposizioni consegue che l'invalidità del legato non influisce sul sublegato, salvo che per entrambi non operi la stessa causa di nullità. Pertanto, il rapporto tra legato e sublegato è più economico che giuridico: perciò è stato da taluno preferito il termine di "legato a carico del legatario".
Di norma, il sublegato ha per oggetto un credito del sublegatario nei confronti del legatario (cd. sublegato obbligatorio). Tuttavia, il sublegato può avere come oggetto anche un diritto reale, ed è denominato sublegato reale (ad es. Tizio lega a Sempronio il fondo Tuscolano e sublega a Mevio 10 determinati ettari di quello stesso fondo).
Il legatario è tenuto all'adempimento del legato nei limiti del valore della cosa legata.

## Efficacia del legato
La tipicità del negozio testamentario non significa tipicità del contenuto: anche per i legati può farsi la quadrupla distinzione che si fa per le donazioni:
- legato reale
- legato costitutivo reale
- legato obbligatorio
- legato liberatorio.

Per il principio di personalità di ogni disposizione testamentaria, anche l'oggetto del legato deve essere di regola determinato dal testatore. È consentita peraltro la cd. relatio formale, mentre quella sostanziale è proibita.

La distinzione più importante è quella tra legato reale e legato obbligatorio. Il legato reale attribuisce al legatario la proprietà o un diritto reale limitato, ovvero un diritto di credito che era già nel patrimonio del de cuius. Il legato obbligatorio invece attribuisce al legatario un diritto di credito che nasce dal testamento e che fa sorgere a carico dell'onerato un obbligo.

## Il legato di contratto
Si tratta di una particolare figura di legato obbligatorio atipico, che ricorre quando il testatore attribuisce al legatario il diritto di pretendere dall'onerato la stipulazione di un determinato contratto.

Il problema principale riguarda il rapporto che intercorre tra il negozio preparatorio (o che crea il vincolo: il cd. legato obbligatorio) e il successivo negozio attuativo con funzione liberatoria per l'onerato. È evidente l'analogia con il contratto preliminare e con gli obblighi legali a contrarre; da tale analogia consegue l'applicabilità dell'art. 2932 del cod. civ.

Un caso discusso di legato di contratto è il legato obbligatorio di costituzione di ipoteca.

L'ipoteca non può essere costituita per testamento (art. 2821, comma 2, cod. civ.), nel senso che è vietato il legato reale di ipoteca allo scopo di evitare che il testatore-debitore modifichi dopo la sua morte la par condicio creditorum.

È stato peraltro sostenuto che il divieto comprenderebbe anche legato obbligatorio di ipoteca, vale a dire la disposizione mediante cui il testatore impone all'erede di costituire l'ipoteca a favore di un suo creditore: ciò perché verrebbe raggiunto il medesimo risultato proibito. Ma la dottrina propende per la tesi positiva; l'ipoteca costituita dall'erede o dal legatario non raggiungerebbe infatti lo stesso risultato vietato dall'art. 2821, perché la par condicio creditorum esiste pur sempre al momento dell'apertura della successione, in quanto l'ipoteca viene iscritta in base a un titolo successivo.

## Acquisto del legato
Il legato si acquista senza bisogno di accettazione, salvo la facoltà di rinunziare (art. 649 cod. civ.). Coincidono dunque (nel legato) vocazione, delazione e acquisto.

Occorre peraltro distinguere fra legato reale e legato obbligatorio. Nel caso di legato reale, l'acquisto è immediato; nel caso di legato obbligatorio, bisogna distinguere l'acquisto del legato (ossia del diritto di credito) e la realizzazione dell'interesse del legatario: il primo si avrà subito, cioè al momento dell'apertura della successione, mentre il secondo avrà bisogno dell'adempimento da parte dell'onerato.

Dal principio dell'automaticità dell'acquisto dovrebbe discendere l'inutilità dell'accettazione del legato; ma questo negozio non è superfluo, perché preclude la facoltà di rinunzia, rendendo così irrevocabile l'acquisto del diritto da parte del legatario.

## Rinunzia al legato
La rinunzia al legato è una dichiarazione unilaterale non recettizia, con cui il legatario dismette il diritto che -senza bisogno di accettazione- è stato da lui acquistato.

La dottrina più recente afferma che è un atto di rifiuto, non avendo come effetto l'estinzione del diritto derivante dal legato ma il ritorno dello stesso nella massa ereditaria. È preferibile la tesi tradizionale, secondo cui si tratta di una rinunzia abdicativa con effetti risolutori dell'acquisto già verificatosi e con efficacia retroattiva.

La rinunzia al legato manca di una disciplina giuridica espressa, e si deve perciò applicare (nei limiti della compatibilità) la normativa sulla rinunzia all'eredità.

## Singoli tipi di legato
1. il legato di cosa altrui
2. il legato di cosa appartenente al legatario
3. il legato di genere
4. il legato di cosa da prendersi da un certo luogo
5. il legato di credito o di liberazione dal debito
6. il legato a favore del creditore
7. il prelegato
8. il legato alternativo
9. il legato di prestazioni periodiche
10. il legato di alimenti

### Il legato di cosa altrui
Anche in materia testamentaria, il principio generale è l'inefficacia dei negozi rispetto ai terzi: dispone infatti l'art. 651 cod. civ. che il legato di cosa altrui è nullo.

È tuttavia pienamente valido qualora la cosa oggetto della disposizione non era nel patrimonio del testatore all'epoca della redazione del testamento, ma è diventata sua successivamente, e comunque al momento dell'apertura della successione.

Il fondamento della norma è stato individuato in una presenza di volontà: il testatore, sebbene la cosa non gli appartenesse al tempo del testamento, aveva il proposito di procurarsela, come poi è avvenuto.

Il legislatore peraltro ha disciplinato anche il legato di cosa dell'onerato o di un terzo: si tratta di legato a effetti reali differiti, per la ragione che il legatario all'apertura della successione non acquista la proprietà ma solo il diritto di credito di ottenere dall'onerato il trasferimento della proprietà.

Elemento necessario per la validità di questo legato è la conoscenza da parte del testatore dell'alienità della cosa legata.

Quanto poi all'obbligo dell'onerato, se la cosa è di costui, egli è obbligato senza alternative a trasferire la proprietà del bene al legatario; se non adempie, si applicherà l'art. 2932 cod. civ.

Se la cosa è di un terzo, si tratterà di un legato con facoltà alternativa, poiché è concessa all'onerato la facoltà di pagare il giusto prezzo.

Qualora invece la prestazione sia impossibile, l'obbligazione essendo facoltativa e non alternativa si estinguerà con evidente danno del legatario.

Vi è differenza tra legato di cosa del terzo e vendita di cosa altrui: in quest'ultimo caso, il compratore diviene proprietario automaticamente al momento in cui il venditore acquista la proprietà dal titolare di essa; nel legato di cosa del terzo occorrerà invece il doppio trasferimento. Ne consegue che, mentre nella vendita di cosa altrui l'art. 2932 del Codice non trova spazio per il predetto automatismo del trasferimento, il legatario potrà invece ricorrervi qualora l'onerato (dopo l'acquisto del terzo) non gli trasferisca il bene.

### Il legato di cosa del legatario
Qualora la cosa legata appartenga, al tempo dell'apertura della successione, al beneficiario (onorato), il legato è nullo per mancanza di causa: art. 656, comma 1, cod. civ.

L'esistenza di questa norma può solo spiegarsi come un antecedente logico della normativa contenuta nell'art. 656, comma 2, che prevede la validità del legato qualora il bene (al tempo dell'apertura della successione) si trovi in proprietà del testatore o dell'onerato o di un terzo. In tal modo, il legislatore del 1942 ha abbandonato espressamente la regola catoniana del diritto romano classico, secondo la quale per decidere della validità del legato si doveva aver riguardo solo al tempo della confezione del testamento.

### Il legato di genere
L'ipotesi è disciplinata dall'art. 653 del Codice: oggetto possono essere beni mobili e immobili.

Tuttavia, la validità del legato di genere di cose immobili è subordinata all'applicazione chiara e precisa del concetto di genus, perché altrimenti si dovrebbe ritenere che il legato abbia come oggetto una cosa indeterminata, con la conseguenza della sua nullità.

Quanto alla natura giuridica, si tratta di un legato obbligatorio, in conformità del principio generale espresso dall'art. 1378 cod. civ.

### Il legato di cosa da prendersi in un certo luogo
La figura va inquadrata fra i cosiddetti testamenti per relationem, e si tratta di una relatio formale perché il testatore non rinvia a una volontà esterna, ma solo a una posizione nello spazio, che opererà al tempo della morte come fonte determinativa.

In dottrina si discute se la rimozione definitiva (della cosa dal luogo prestabilito) tolga sempre efficacia al legato, o se non sia invece necessario ricercare se il testatore, con la rimozione definitiva, intendesse effettivamente revocarlo. Una parte della dottrina ritiene che la rimozione definitiva della cosa legata toglie efficacia al legato solo se compiuta dal testatore nella coscienza che ciò incida sulla disposizione: occorre cioè la volontà di revocare.

Tuttavia, dottrina prevalente e giurisprudenza della Cassazione ritengono che, nel caso di rimozione definitiva a opera dello stesso testatore, l'esclusione dal legato delle cose rimosse abbia carattere assoluto e oggettivo: non è cioè consentito indagare sulla volontà del testatore, perché si tratta di una dichiarazione con valore legale tipico, dal momento che è la stessa legge ad attribuire al comportamento del soggetto un significato dichiarativo predeterminato.

### Legato di credito o di liberazione dal debito
Il legislatore prevede in un unico articolo (658 cod. civ.) sia il legato di credito sia il legato di liberazione dal debito. Normalmente, i due legati in esame hanno effetti immediati, perché hanno come oggetto un credito del testatore, ovvero un debito verso il testatore.

Il legato di credito è in realtà una cessione di credito dal testatore al legatario: la cessione del credito non è un tipo negoziale a sé stante, ma può inquadrarsi in qualunque schema causale compatibile con l'effetto traslativo.

Diversa è l'ipotesi del lascito di una somma determinata, rispetto alla quale l'indicazione del credito rappresenta solo il mezzo di pagamento del legato (es. "Lego a Caio 1000 euro che gli saranno dati dal mio debitore Sempronio).

Vi è una notevole differenza. Il legato di credito ha effetto per la sola parte sussistente al tempo della morte del testatore, mentre nell'ipotesi ora descritta deve avere dall'erede il bene legato anche se il debito è estinto.

Ricorre invece il legato di liberazione dal debito quando il testatore esonera per testamento un suo debitore dal corrispondergli la prestazione dovuta: la dottrina ritiene trattarsi di una vera e propria remissione del debito mortis causa.

Tuttavia, esiste una differenza tra i due istituti: il legato di liberazione dal debito rappresenta sempre (in ogni caso) una disposizione liberale a titolo particolare a favore del debitore, mentre la remissione normalmente (ma non necessariamente) una liberalità.

### Il legato a favore del creditore
L'art. 659 cod. civ. prevede due diverse ipotesi di legato a favore del creditore:
- la prima è un'ipotesi esplicita, e si ha quando il testatore non menziona il debito
- la seconda è un'ipotesi implicita, e si ha quando invece il testatore menziona il debito.

Se il testatore lascia al creditore la somma corrispondente al suo debito senza far menzione di questo, la qualifica di creditore non avrà rilevanza e il legatario avrà diritto alla somma indipendentemente dal debito. La presunzione di cui all'art. 659 citato è una presunzione semplice, e pertanto l'onerato può dimostrare che l'attribuzione fu voluta a scopo di pagamento.

Qualora invece il testatore faccia un legato al suo creditore menzionando il debito, l'attribuzione si presenta fatta al solo scopo di pagamento (solvendi causa). Questa ipotesi viene comunemente definita come legato di debito, anche se è ovvio che non è il debito oggetto del legato, bensì la somma o la prestazione che era dovuta dal de cuius.

Il legato di debito si differenzia dal riconoscimento del debito: il legato infatti è un atto dispositivo, laddove il riconoscimento è un atto dichiarativo che -solo accidentalmente- può essere contenuto anche in un testamento.

Differenti sono anche gli effetti, perché nel caso di revoca del testamento il legato resta privo di effetti, mentre il riconoscimento non perde mai la sua funzione, che è quella di eliminare nei confronti del riconoscente l'incertezza circa l'esistenza o la misura del debito.

### Il prelegato
Il prelegato è il legato a favore di un coerede, senza l'indicazione degli eredi onerati, ovvero posto espressamente a carico di tutti gli eredi (art. 661 cod. civ.). La norma ha voluto risolvere un problema esistente nella precedente legislazione.

Si discuteva infatti se trovasse applicazione la regola romanistica che ammetteva la validità del legato solo per la parte di cui erano onerati gli altri eredi, mentre il legatario coerede acquistava la parte a suo carico a titolo di eredità e non di legato.

Attualmente non v'è dubbio che il prelegatario risponde dei debiti ereditari solo per la parte che gli spetta come coerede, e non anche per la porzione di prelegato che grava sulla sua quota; quest'ultima pertanto gli spetta come prelegato.

La natura giuridica del prelegato si inserisce nel più ampio problema dell'ammissibilità del cosiddetto rapporto giuridico unisoggettivo, vale a dire della possibilità che l'obbligazione continui a esistere nonostante che creditore e debitore siano la stessa persona.

Una parte della dottrina (Gangi) nega l'esistenza nel prelegato di un rapporto obbligatorio, perché -riunendosi nella stessa persona la qualità di creditore e di debitore- il rapporto originario si estingue per confusione e il prelegatario resta creditore pro quota nei confronti degli altri coeredi. Ma la dottrina più moderna (Perlingieri) sostiene che, nonostante l'unisoggettività del rapporto, l'obbligazione può continuare a vivere, in quanto esistono nel prelegato due diverse posizioni giuridiche: quella di erede e quella di legatario, le quali non richiedono necessariamente una dualità di soggetti.

### Il legato alternativo
Il legato alternativo è la disposizione che ha per oggetto l'attribuzione di due o più cose determinate, indicate in rapporto di alternatività in modo che -dopo la concentrazione- la disposizione abbia effetti solo per una di esse. Il legislatore si limita a stabilire (art. 665 cod. civ.) che la facoltà di scelta spetta all'onerato, a meno che il testatore l'abbia lasciata al legatario o a un terzo.
Anche il legato alternativo rappresenta un'eccezione al principio di personalità del testamento e dà luogo a un'ipotesi di negozio per relationem: è un tipico legato obbligatorio che ha notevoli affinità con il legato di genere, perché entrambi presuppongono (per il loro adempimento) una scelta necessaria ai fini dell'individuazione dell'oggetto della prestazione.

### Il legato di prestazioni periodiche
È il legato di una somma di denaro o di altre cose fungibili che devono essere prestate periodicamente.

Quanto alla natura giuridica, trattasi di un tipico legato obbligatorio, da cui origina un obbligo testamentario di durata e a esecuzione periodica. Di durata, perché la prestazione si protrae nel tempo e presenta utilità proprio per questo suo durare. A esecuzione periodica, perché comporta una serie di atti di adempimento distribuiti nel tempo in maniera ricorsiva e che formano tutti insieme un'unica prestazione complessa.

### Il legato di alimenti
L'obbligazione di alimenti può avere origine, oltre che dalla legge, anche da negozi inter vivos o mortis causa. In quest'ultima ipotesi, si ha il legato di alimenti previsto espressamente dall'art. 660 cod. civ.

Si tratta di un legato di prestazione periodica e di durata.

Si discute se le obbligazioni alimentari derivanti da atto negoziale si sottraggano alla disciplina tipica degli alimenti legali, e in primo luogo se prescindano dallo stato di bisogno dell'alimentando.

Una parte della dottrina infatti ha sostenuto che lo stato di bisogno non è richiesto dalla norma di cui all'art. 660. Il legatario, in altri termini, avrebbe diritto alla prestazione alimentare anche non trovandosi nello stato di bisogno.

Dottrina prevalente e giurisprudenza della Cassazione ritengono invece che -quando si versa in tema di alimenti- (siano questi disposti per legge o per contratto o per testamento) la ratio è sempre identica, cioè l'intento di soccorrere chi si trova nello stato di bisogno. Il testatore è senza dubbio libero di prescindere da tale stato, attribuendo al legatario una somma determinata: ma egli così disponendo non costituirebbe un legato di alimenti, bensì un legato di rendita vitalizia.

Quanto alla misura degli alimenti, gli indici cui bisogna riferirsi sono lo stato di bisogno dell'alimentando e le condizioni economiche dell'alimentante (art. 438, comma 2, cod. civ.). Riguardo a quest'ultimo punto, occorre distinguere le ipotesi in cui l'onerato sia legatario ovvero erede:
- se si tratta di erede puro e semplice, si terrà conto delle condizioni economiche di costui;
- nel caso di erede beneficiato o di sublegato di alimenti, l'alimentante non è tenuto a versare al legatario o al sublegatario più di quanto da lui ricevuto a titolo successorio.

Il legislatore prevede esprerssamente solo il legato di alimenti, ma nell'ampio concetto di "legato di prestazioni periodiche" è compreso anche il legato di mantenimento.

Il legato di mantenimento è subordinato anch'esso allo stato di bisogno, ma ha un contenuto più ampio degli alimenti perché comprenderebbe non solo ciò che è necessario per vivere, ma il soddisfacimento di qualsiasi esigenza della vita sia pure in proporzione delle sostanze di chi è tenuto alla somministrazione.

## Legato in sostituzione di legittima
Il Legato in sostituzione di legittima, disciplinato dall'art. 551 c.c., è il legato (disposizione a titolo particolare) attribuito a un legittimario in sostituzione della sua quota di legittima. Il legittimario non è escluso dalla successione necessaria in quanto rimane nella facoltà di chiedere questa e di poter diventare erede ma solo rinunciando al legato ed esercitando l'azione di riduzione. Accettando, o meglio non rifiutando (argomento ex art. 649 cod. civ.), il legatario perde invece la possibilità di divenire erede e i conseguenti diritti. In tema di rinuncia al legato in sostituzione di legittima si segnala la recente e importante presa di posizione resa dalla Corte di Cassazione, a Sezioni Unite, nel 2011, con la sentenza n. 7098 del 29 marzo.
Al 2° comma dell'art. 551 c.c. si disciplina un'ipotesi differente che ha impegnato la dottrina con posizioni tra loro contrastanti che possono sintetizzarsi in due filoni: un primo filone sostiene che il legato in sostituzione con diritto di supplemento non sia altro che il legato in conto di legittima ex art. 552 c.c.; all'opposto si sostiene, da parte della dottrina maggioritaria e da preferire, che sia un istituto differente sia dal legato previsto al primo comma sia al legato ex art. 552 c.c.

### Testi normativi
- Codice civile